# Triangle d'or (géométrie)
Pour les articles homonymes, voir Triangle d'or.

Fig. 1 - Triangle d'or. Rapport a/b = nombre d'or φ. Angle au sommet : = 36°. Angles de base : 72° chacun.

Un triangle d'or (aigu) ou triangle sublime est un triangle isocèle dans lequel le rapport de la longueur du côté double à la longueur du côté-base est le nombre d'or {\displaystyle \varphi } :
{\displaystyle {a \over b}=\varphi ={{1+{\sqrt {5}}} \over 2}\approx 1,618~034} (voir 1ère figure).
Certains auteurs nomment également « triangles d'or » les triangles où ce rapport vaut {\displaystyle {1 \over \varphi }} (voir § "Tableau récapitulatif" pour les différentes appellations).

Fig. 2 - Triangle d'or ABC découpé en un triangle d'or BXC et un gnomon d'or AXC.

## Angles du triangle d'or
Dans la 2e figure, BXC est un triangle d'or puisque le rapport de la longueur du côté BC à la longueur du côté BX est le nombre d'or {\displaystyle \varphi } :
- L'angle BCX au sommet C a pour mesure[3] :

{\displaystyle \theta =2\arcsin {\bigl (}{\tfrac {b}{2a}}{\bigr )}=2\arcsin {\bigl (}{\tfrac {1}{2\varphi }}{\bigr )}=2\arcsin {\Bigl (}{\tfrac {{\sqrt {5}}-1}{4}}{\Bigr )}={\pi  \over 5}~rad=36^{\circ }.}
- Comme la somme des mesures des angles du triangle BXC fait {\displaystyle \pi ~rad}, les angles de base CBX et CXB valent chacun :

{\displaystyle \beta ={{\pi -{\pi  \over 5}} \over 2}={2\pi  \over 5}~rad=72^{\circ }}  (ou encore {\displaystyle \beta =\arccos {\Bigl (}{\tfrac {{\sqrt {5}}-1}{4}}{\Bigr )}={2\pi  \over 5}~rad=72^{\circ }}).
- Le triangle d'or est un triangle aigu puisque tous ses angles sont inférieurs à l'angle droit.
- Le triangle d'or est le seul triangle dont les mesures des angles sont dans des rapports 2, 2, 1 (72°, 72°, 36°)[4].

## Occurrences

Pentagramme régulier : chaque branche est un triangle d'or.

- Les branches du pentagramme régulier sont des triangles d'or (voir 3ème figure).
- Dans le décagone régulier, lorsque l'on relie les sommets adjacents au centre, on obtient des triangles d'or[1].
- Les pavages de Penrose font intervenir des triangles d'or.

## Gnomon d'or
Un gnomon d'or ou triangle d'argent ou, pour certains auteurs, triangle d'or obtus est un triangle isocèle obtus dans lequel le rapport de la longueur du côté double à la longueur du côté-base est l'inverse du nombre d'or, soit {\displaystyle {1 \over \varphi }}  :
{\displaystyle {a' \over b'}={1 \over \varphi }={{{\sqrt {5}}-1} \over 2}\approx 0,618~034.}

### Angles du gnomon d'or
Dans la 2e figure, les longueurs AX et CX valant {\displaystyle a'=a=\varphi ~} et la longueur AC valant {\displaystyle b'=\varphi ^{2}}, AXC est un gnomon d'or.
- L'angle AXC au sommet X a pour mesure :

{\displaystyle \theta '=2\arcsin {\Bigl (}{\tfrac {b'}{2a'}}{\Bigr )}=2\arcsin {\Bigl (}{\tfrac {\varphi ^{2}}{2\varphi }}{\Bigr )}=2\arcsin {\Bigl (}{\varphi  \over 2}{\Bigr )}=2\arcsin {\Bigl (}{\tfrac {1+{\sqrt {5}}}{4}}{\Bigr )}={3\pi  \over 5}~rad=108^{\circ }}
(ou encore {\displaystyle \theta '=\arccos {\Bigl (}{{1-{\sqrt {5}}} \over 4}{\Bigr )}={3\pi  \over 5}~rad=108^{\circ }}).
- Comme la somme des mesures des angles du triangle AXC fait {\displaystyle \pi ~rad}, les angles de base CAX et ACX valent chacun :

{\displaystyle \beta '=\theta ={\pi -{3\pi  \over 5} \over 2}={\pi  \over 5}~rad=36^{\circ }} (ou encore {\displaystyle \beta '=\theta =\arccos {\Bigl (}{{1+{\sqrt {5}}} \over 4}{\Bigr )}={\pi  \over 5}~rad=36^{\circ }}).
- Le gnomon d'or est un triangle obtus puisqu'il possède un angle obtus et deux angles aigus.
- Le gnomon d'or est le seul triangle dont les mesures des angles sont dans des rapports 1, 1, 3 (36°, 36°, 108°).

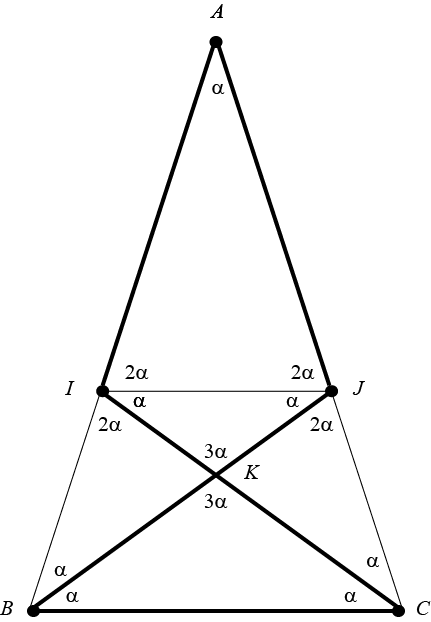

## Construction en cure-dents ou à l'aide d'un pentagone articulé
Si on dispose cinq cure-dents identiques de sorte que, comme dans la figure ci-contre, A, I, B soient alignés ainsi que A, J, C, l'angle en A vaut {\displaystyle \alpha =\pi /5} et on obtient trois triangle d'or ABC, BCJ, CBI, et quatre triangles d'argent JAB, IAC, KBC, KIJ. Cette construction peut aussi être obtenue par un pentagone articulé à barres de même longueur AICBJ.

## Tableau récapitulatif

Triangle (rouge) et gnomon (bleu) d'or découpés en un triangle (3 couleurs) et un gnomon (2 couleurs) d'or.

| Définitions de cet article     | Définitions alternatives | {\displaystyle a \over b}        | Angle au sommet | Angles égaux de base |
| ------------------------------ | ------------------------ | -------------------------------- | --------------- | -------------------- |
| Triangle d'or Triangle sublime | Triangle d'or aigu       | {\displaystyle \varphi }         | 36°             | 72°                  |
| Gnomon d'or Triangle d'argent  | Triangle d'or obtus      | {\displaystyle 1 \over \varphi } | 108°            | 36°                  |

## Triangle d'or et gnomon d'or associés

### Découpages
La figure ci-contre montre que :
- En coupant un de ses angles de base en 2 angles égaux, on peut découper un triangle d'or en un triangle d'or et un gnomon d'or.
- En coupant son angle au sommet en 2 angles du simple au double, on peut découper un gnomon d'or en un gnomon d'or et un triangle d'or.

### Pavages

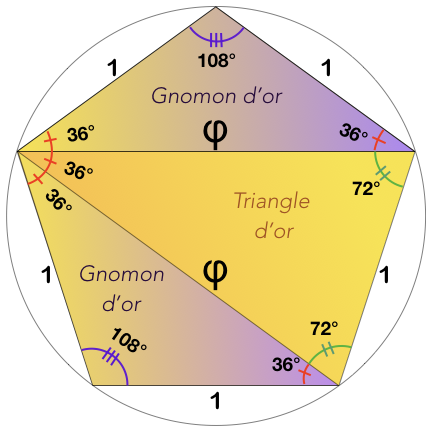
Deux gnomons d'or et un triangle d'or pavant un pentagone régulier.

- On peut paver un pentagone régulier avec deux gnomons d'or et un triangle d'or[6] (voir figure ci-contre).
- Ces triangles isocèles peuvent être utilisés pour produire les pavages de Penrose.

## Spirale logarithmique

Triangles d'or inscrits dans une spirale logarithmique.

Le triangle d'or peut être utilisé pour placer certains points d'une spirale logarithmique. En procédant à la bissection d'un angle à la base d'un triangle d'or, on obtient un nouveau point, qui à son tour forme un nouveau triangle d'or. En répétant ce procédé, on obtient des points qui permettent de tracer à main levée une spirale logarithmique (voir dernière figure).

### Crédits de traduction
- (en) Cet article est partiellement ou en totalité issu de l’article de Wikipédia en anglais intitulé « Golden triangle (mathematics) » (voir la liste des auteurs).